# Chimie bioorganică
Chimia bioorganică este o știință care leagă cunoștințele de chimie organică și de biochimie. Scopul său este studierea proceselor biologice utilizând metode chimice. Un exemplu de astfel de proces este funcționarea proteinelor și a enzimelor.